# محفوره
محفورة یک منطقهٔ مسکونی در سوریه است که در حمص واقع شده‌است.

## خصوصیات
محفورة ۱٬۸۴۵ نفر جمعیت دارد.